# قائمة رؤساء النادي الأهلي المصري

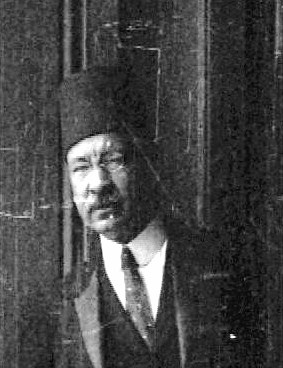
عبد الخالق ثروت باشا رئيس النادي الأهلي في الفترة من 1916- 1924.

تأسس النادي الأهلي المصري بتاريخ 24 أبريل 1907 عبر جهود الرعيل الأول من مؤسسي النادي وهم: عمر لطفي بك، وعمر سلطان بك، وإدريس بك راغب، وأمين سامي باشا، وعزيز عزت باشا، وإسماعيل سري باشا، ومحمد محمود باشا، وحسين رشدي باشا، ومصطفى كامل، وعبد الخالق ثروت، والإنجليزي ميشيل إنس. وكان إنشاء النادي مجرد فكرة جاء بها عمر لطفي بك رئيس نادي طلبة المدارس العليا آنذاك، وهو نادِ وطني تم تأسيسه عام 1905 بغرض توحيد المثقفين من شباب مصر المقاوم للاحتلال البريطاني، ومن ثم اقترح الحقوقي عمر لطفي فكرة إنشاء نادِ رياضي موازي على مجموعة من كبار الشخصيات في مصر على رأسهم مصطفى كامل، وعبد الخالق ثروت. وتحمس الجميع للفكرة وتم الاتفاق علي تأسيس النادي الأهلي والاجتماع لمناقشة أولي خطوات الإنشاء. وعقد أول اجتماع في الثامن من أبريل عام 1907، وكان في مقدمة الحضور صاحب الفكرة الحقوقي عمر لطفي بك، وإدريس راغب بك، وعبد الخالق ثروت، وإسماعيل سري باشا، والإنجليزي ميشيل إنس الذي كان يعمل مستشارًا لوزارة المالية المصرية آنذاك، وألف المجتمعون فيما بينهم نقابة أخذت علي عاتقها جمع المال اللازم لتأسيس النادي في نقطة صحية بعيدًا عن نطاق العاصمة المزدحم شرق النيل آنذاك، واستقر الرأي علي موقع في الجزء الجنوبي من جزيرة الزمالك وكان هذا الجزء يعرف بالجزيرة الوسطي واتفق المجتمعون علي تأسيس شركة رأسمالها خمسة آلاف جنيه على شكل ألف سهم على أن تكون قيمة السهم الواحد خمسة جنيهات، واتفقوا كذلك على اختيار ميشيل إنس ليكون رئيس اللجنة الإدارية العليا (مجلس الإدارة) وأول رئيس للنادي الأهلي وذلك بسبب نفوذه لدى سلطات الاحتلال البريطاني المتحكم في زمام الأمور في ذلك الوقت، وبالفعل ساهم إنس في تسهيل عملية الحصول على الأرض المناسبة لبناء النادي عن طريق الحكومة. وفي يوم 24 إبريل عام 1907 عُقد أول اجتماع رسمي لمجلس إدارة النادي تحت مسمي «لجنة النادي الأهلي للألعاب الرياضية»، وذلك في الساعة الخامسة والنصف مساءً بمنزل مستر ميتشل إنس في الجيزة وبرئاسته وعضوية إدريس راغب بك، وإسماعيل سري باشا، وأمين سامي باشا، وعمر لطفي بك، ومحمد أفندي شريف سكرتيرًا للجنة الإدارية العليا.
نص محضر أول اجتماع مجلس إدارة بقول إن مستر ميشيل إنس هو أول رئيس لمجلس إدارة النادى الأهلى المصري. أما الاجتماع الثاني الذي عقدته اللجنة الإدارية العليا كان في السادسة مساءً يوم 10 مايو 1907 في منزل ميشيل إنس، وقد طرح فيه إسماعيل سري باشا الرسم الهندسي لتصميم المبنى الرئيسي للنادي الأهلي، وقد كُلِّفَ بذلك في الاجتماع السابق باعتباره مهندسًا معماريًا، فيما عرض عمر بك لطفي مسودة عقد الشركة، ليوافق المؤسسون على إنشاء شركة مدنيّة باسم «النادي الأهلي للألعاب الرياضية». وكان المؤسسون قد وقّعوا عقد الشركة وتم طرح أسهم الشركة للاكتتاب في 26 مايو 1907، وكانت قيمة السهم خمسة جنيهات وفي 13 يونيو عام 1907، عقدت اللجنة الإدارية العليا «مجلس الإدارة» اجتماعا لبحث الاحتياجات المالية اللازمة والتي طرحها إسماعيل سري باشا. وقد استمر ميشيل إنس رئيسًا رسميًا للنادى حتى يوم 2 أبريل عام 1908 حيث قبل مجلس الإدارة استقالته لأنه كان يستعد للعودة إلى بلاده، واختير بدلاً منه عزيز عزت باشا رئيسًا للجنة العليا للنادى الأهلى ليصبح بذلك أول رئيس مصري لمجلس إدارة النادي الأهلي وكان عزيز عزت باشا على رأس مجلس الأهلى وقت افتتاح فرع النادى بالجزيرة عام 1909، كما شهدت فترة رئاسته حدثًا تاريخيًا آخر عندما تم تأسيس أول فريق لكرة القدم عام 1911.
وفي 9 فبراير 1916 تولى عبد الخالق ثروت باشا رئاسة النادي، ويُعتبر الإنجاز الأبرز في فترة رئاسته هو أنه أول من وضع قانون النادي الأهلي عقب توليه الرئاسة في بداية عام 1916. وفي عام 1922 تم تعيين جعفر والي باشا رئيساً للأهلي، وساهم في إشراك مصر في أولمبياد سنة 1920 لأول مرة، ثم في أولمبياد 1924، كما تولّى منصب وكيل اللجنة الأهلية للرياضة البدنية وأصبح رئيسًا لها. ويُعد والي صاحب أطول فترة رئاسة في تاريخ الأهلي بالرغم من وجود مرحلة فاصلة بين فترتي ولايته كان فيها أحمد فؤاد أنور هو القائم بأعمال رئيس النادي بشكل مؤقت. وشهدت فترة ولاية والي العديد من الإنجازات البارزة منها الحصول على أول بطولة لكأس مصر في 1924، وتمصير عضويات النادي، ووصول عدد الألعاب الرياضية لـ10 ألعاب لأول مرة عام 1932.
وفي عام 1944 تم انتخاب أحمد حسنين باشا رئيسًا للنادي الأهلي بعد وفاة جعفر والي باشا، وتم في عهده إنشاء حمام سباحة في النادي الأهلي بالجزيرة لأول مرة عام 1945، وقد انتهت ولاية أحمد حسنين باشا بوفاته ظهر يوم 19 فبراير 1946 عندما تعرض لحادث سير غامض على كوبري قصر النيل. تولى بعدها أحمد عبود باشا رئاسة النادي بالتزكية في فبراير 1947، وفي نفس العام تم إنشاء ملاعب جديدة للإسكواش في النادي الأهلي لأول مرة. وفي عهده فاز الأهلي بالدوري العام 10 مرات وبقي ذلك رقماً قياسياً لم يحظي به أي رئيس حتي 1998 عندما فاز الأهلي بالبطولة رقم 11 تحت رئاسة صالح سليم. كما فاز الأهلي بكأس مصر 7 مرات في عهد عبود باشا. وبسبب قوانين ثورة يوليو الاشتراكية تمت إقالة أحمد عبود باشا من رئاسة النادي الأهلي في عام 1961 بعد حوالي 15 سنة من بداية توليه.

## القائمة
| م                | الاسم                       | الصورة | فترة الرئاسة   | فترة الرئاسة   | ملاحظات |
| م                | الاسم                       | الصورة | من             | إلي            | ملاحظات |
| ---------------- | --------------------------- | ------ | -------------- | -------------- | --- |
| 1                | ميشل إنس                    |        | 24 إبريل 1907  | 1 إبريل 1908   | إنجليزي الجنسية، كان يعمل مستشارًا لوزارة المالية المصرية آنذاك، تم اختياره ليكون أول رئيس للنادي الأهلي وذلك بسبب نفوذه لدى سلطات الاحتلال البريطاني المتحكم في زمام الأمور في ذلك الوقت، وبالفعل ساهم إنس في تسهيل عملية الحصول على الأرض المناسبة لبناء النادي عن طريق الحكومة. واستمر ميشيل إنس رئيسًا رسميًا للنادى حتى يوم 2 أبريل عام 1908 حيث قبل مجلس الإدارة استقالته لأنه كان يستعد للعودة إلى بلاده.                                                               |
| 2                | عزيز عزت باشا               |        | 2 أبريل 1908   | 9 فبراير 1916  | أول رئيس مصري لمجلس إدارة النادي الأهلي، في عهده تم افتتاح فرع النادى بالجزيرة عام 1909، وتم تأسيس أول فريق لكرة القدم عام 1911، وظل رئيسًا للنادي حتى عام 1916، وبعدها أصبح الرئيس الفخري للنادي منذ 1929 وحتى 1941. |
| 3                | عبد الخالق ثروت باشا        |        | 9 فبراير 1916  | 14 فبراير 1924 | تولى رئاسة وزراء مصر مرتين في عهد الملك فؤاد الأول، وكان أحد المشاركين في تأسيس النادي الأهلي، وفي 9 فبراير 1916 تولى رئاسة النادي، ويُعتبر الإنجاز الأبرز في فترة رئاسته هو أنه أول من وضع قانون النادي الأهلي عقب توليه الرئاسة في بداية عام 1916، وظل رئيسًا للنادي حتى 1924. |
| 4 المرة الأولى   | جعفر ولي باشا               |        | 14 فبراير 1924 | 7 يوليو 1940   | هو أول رئيس لاتحاد المصري لكرة القدم وكان ذلك عام 1921، ورابع رئيس للنادي الأهلي، كان من كبار مؤسسي النادي الأهلي المصري سنة 1907، وقد ظل عضوا في لجنته العليا لعدة سنوات ثم انتُخب رئيسا للنادي منذ سنة 1924 وحتى سنة 1940، وكان له دور كبير في تطوير النادي وقد عمل على إشراك مصر في أولمبياد سنة 1920 م وفي أولمبياد سنة 1924 م، كما تولّى منصب وكيل اللجنة الاهلية للرياضة البدنية وأصبح رئيسًا لها، كما تولى رئاسة النادي لفترة ثانية من 1941 حتى 1944.                   |
| 5 مؤقت           | أحمد فؤاد أنور              |        | 7 يوليو 1940   | 3 فبراير 1941  | تولي القيام بأعمال رئيس النادى في الفترة الفاصلة بين الرئاستين لجعفر والي باشا. |
| 6 المرة الثانية  | جعفر ولي باشا               |        | 3 فبراير 1941  | 2 فبراير 1944  | اقرأ التعريف في فترته الأولى |
| 7                | أحمد حسنين باشا             |        | يناير 1944     | فبراير 1946    | في عام 1944 تم انتخابه رئيسًا للنادي الأهلي بعد وفاة الرئيس السابق جعفر والي باشا، كما كان حسنين رئيساً لنادي السلاح الملكي. وتم في عهده إنشاء حمام السباحة في النادي الأهلي بالجزيرة لأول مرة عام 1945، وانتهت ولايته بوفاته ظهر يوم 19 فبراير 1946 عندما تعرض لحادث على كوبري قصر النيل. |
| 8                | أحمد عبود باشا              |        | 19 فبراير 1947 | 19 ديسمبر 1961 | كان أحد كبار رجال الأعمال في مصر، قبل أن يصبح رئيسًا للنادي تبرع بمبلغ 3000 جنيه لصالح مشروع إنشاء حمام السباحة، وتم إقامة حفل تكريم له عام 1944 تقديرًا لمجهوده، وبعد عامين توفي أحمد حسنين باشا ليصبح أحمد عبود باشا هو الرئيس بالتزكية، وفي عهده حصل فريق الكرة على 9 بطولات متتالية للدوري العام من 1948 وحتى 1956، |
| 9                | صلاح الدين الدسوقي الششتاوي |        | 3 ديسمبر 1962  | 15 ديسمبر 1965 | تولى رئاسة النادي الأهلي لثلاث سنوات، تبنى فكرة مقر جديد للأهلي حيث طرح في 28 يونيو 1965، وإنشاء فروع للنادي ومقار جديدة في أنحاء مصر. |
| 10 المرة الأولى  | عبد المحسن كامل مرتجي       |        | 15ديسمبر 1965  | 13 يوليو 1967  | بدأت ولايته الأولي عام 1965 وحتى حرب 1967، ثم عاد لكرسي الرئاسة مرة أخري عام 1971، في عهده شارك الأهلي لأول مرة في بطولة دوري أبطال أفريقيا عام 1976، وقام بأول خطوة نحو بناء مقر جديد للأهلي بمدينة نصر. |
| 11               | إبراهيم الوكيل              |        | 18 يوليو 1967  | 8 يوليو 1971   | تولي رئاسة النادي الأهلي في الفترة الفاصلة بين ولايتي عبد المحسن مرتجي بسبب استدعاء مرتجي للمشاركة في حرب 1967، ولم تكن ولايته مليئة بالأحداث الرياضية حيث تسببت حرب 1967 في توقف النشاط الرياضي لفترة طويلة. وفي عام 1971 عاد عبد المحسن مرتجي لرئاسة النادي. |
| 12 المرة الثانية | عبد المحسن كامل مرتجي       |        | 8 نوفمبر 1972  | 12 ديسمبر 1980 | اقرأ التعريف في فترته الأولى |
| 13 المرة الأولى  | صالح سليم                   |        | 12 ديسمبر 1980 | 16 ديسمبر 1988 | بعد اعتزاله لعب كرة القدم، عمل بالنادي كمدير للكرة عام 1971، وفي عام 1972 قرر خوض انتخابات مجلس إدارة النادي الأهلي بعد انتخابه لعضوية مجلس الإدارة، وحصل على نسبة 45% من الأصوات بفارق ضئيل عن عبد المحسن مرتجي. ثم خاض الانتخابات للمرة الثانية في عام 1980 واستطاع الفوز برئاسة مجلس إدارة النادي الأهلي، واستمر في رئاسة النادي الأهلي حتى عام 1988 حين قرر الابتعاد عن الساحة وترك الفرصة للآخرين لخوض التجربة، ثم عاد مرة أخرى عام 1990 حتى عام 1992، وتوفى عام 2002. |
| 14               | محمد عبده صالح الوحش        |        | 16 ديسمبر 1988 | 6 فبراير 1992  | تولى رئاسة النادي في الفترة الفاصلة بين ولايتي صالح سليم، واشتهر في فترة تدريبه للنادي الأهلي، حيث قاد الفريق الأول للأهلي للفوز علي بنفيكا بطل أوروبا في 1962، وقاد منتخب مصر لكرة القدم للوصول لدورة الألعاب الأوليمبية بلوس أنجلوس عام 1984. |
| 15 المرة الثانية | صالح سليم                   |        | 6 فبراير 1992  | 6 مايو 2002    | اقرأ التعريف في فترته الأولى |
| 16               | حسن حمدي                    |        | 20 سبتمبر 2002 | 29 مارس 2014   | دخل حسن حمدي مجلس إدارة النادي الأهلي كعضو في رئاسة صالح سليم ثم محمد عبده صالح الوحش، ثم أصبح نائبًا لصالح سليم في عام 2000، وانتخب رئيسًا للنادي بعد وفاة صالح سليم في 2002، وحصل النادي الأول لكرة القدم على عدد كبير من الألقاب والبطولات، وظل 14 عامًا رئيسًا للنادي، ثم خلفه محمود طاهر في مارس 2014. |
| 17               | محمود طاهر                  |        | 29 مارس 2014   | 30 نوفمبر 2017 | أصبح عضوًا في مجلس الإدارة في 1996 في عهد صالح سليم، كما كان أيضاً ضمن أعضاء المجلس في الدورة التالية من عام 2000، ترشح لرئاسة النادي في 2014، وخلف حسن حمدي في رئاسة النادي. |
| 18               | محمود الخطيب                |        | 1 ديسمبر 2017  | الآن           | من أكثر لاعبي النادي الأهلي لكرة القدم شعبية، حصل على لقب أفضل لاعب في أفريقيا لعام 1983، بعد اعتزاله الكرة، انتخب عضوًا لمجلس الإدارة سنة 1988، وفي عام 2000 عاد الخطيب مرة أخرى إلى الانتخابات، ونجح في الحصول علي المركز الأول في العضوية، وفي عام 2002 انتخب أمينًا للصندوق، وفي انتخابات 2004 انتخب نائبًا لرئيس النادي، وفي 30 نوفمبر 2017 خاض الانتخابات على منصب الرئيس، وفاز على محمود طاهر، وأصبح رئيسًا للنادي.                                                      |

## وصلات خارجية
- رؤساء النادي الأهلي علي الموقع الرسمي للنادي.